# Paul Stenig
Paul Karl/Carl Stenig (* 21. September 1893 in Heilsberg, Ostpreußen; † 13. Februar 1952 in Berlin) war ein deutscher Jurist.

## Leben und Wirken
Nach dem Schulbesuch studierte Stenig Rechtswissenschaften. 1921 promovierte er bei Fritz Litten mit einer Arbeit über Der Staatsrat nach der Verfassung des Freistaates Preußen vom 30.11.1920. Später trat er in den Staatsdienst ein.
Am 1. Mai 1929 wurde er politischer Dezernent beim Landgericht III in Berlin.
In den frühen 1930er Jahren war Stenig als Staatsanwalt Vertreter der Anklage bei zahlreichen Prozessen gegen politische Straftäter aus den Reihen der NSDAP und KPD. Dies brachte ihm die Feindschaft beider Parteien ein und machte ihn häufig zur Zielscheibe von Angriffen der jeweiligen Parteipresse: So ritt Joseph Goebbels – der Stenig in seinem Tagebuch mit der Bemerkung bedachte „Staatsanwalt Stenig, dieses Schwein, hetzt gegen mich“ – in seiner Zeitung Der Angriff zahlreiche Attacken auf Stenig. Im Angriff vom 28. September 1931 wurde Stenig beispielsweise öffentlich als „wildgewordener Spießer“ gescholten. Im Reichstag stellte ein NSDAP-MdR zudem den Antrag, Stenig zu beurlauben.
Im Herbst 1931 und Frühjahr 1932 vertrat Stenig die Anklage bei zwei Initialverfahren und einem zusammengezogenen Berufungsverfahren gegen mehr als vierzig Nationalsozialisten, darunter der Berliner SA-Chef Wolf-Heinrich von Helldorff und seinen Stabsführer Karl Ernst wegen des antisemitischen Kurfürstendamm-Krawalls vom 12. September 1931.
Im Frühjahr 1933 wurde Stenig als Staatsanwaltschaftsrat gemäß dem Gesetz zur Wiederherstellung des Berufsbeamtentums beurlaubt und im September 1933 entlassen. Später eröffnete er eine private Anwaltskanzlei: Zu seinen Klienten während der Zeit des NS-Jahre gehörten unter anderem der Berliner Dompropst Bernhard Lichtenberg sowie zahlreiche Personen, die vom NS-System als Homosexuelle verfolgt wurden.
Nach dem Zweiten Weltkrieg war Stenig Oberstaatsanwalt beim Amtsgericht Tiergarten, bevor er Ende der 1940er Jahre wieder eine private Anwaltspraxis eröffnete.
1938 hatte Preussner in Berlin Marie Nicklasch geheiratet. Die Eheleute wohnten zuletzt in Berlin-Wilmersdorf. Preussner starb 1952 im Alter von 58 Jahren in einem Berliner Krankenhaus.

## Schriften
- Der Staatsrat nach der Verfassung des Freistaates Preussen vom 30.11.1920, 1921.